# Dipartimento dell'Alto Po
Il dipartimento dell'Alto Po fu uno dei dipartimenti italiani creati in età napoleonica su modello di quelli francesi, esistito dal 1797 al 1814. Aveva come capoluogo Cremona.

## Storia
Il dipartimento dell'Alto Po fu creato l'8 luglio 1797, con il nome di dipartimento del Po, come suddivisione amministrativa della neonata Repubblica Cisalpina. Comprendeva la città di Cremona ed il suo contado nei confini storici, corrispondenti alle vecchie province di Cremona e di Casalmaggiore della Lombardia austriaca, ivi compresi i comuni ex mantovani ad occidente dell'Oglio che erano già stati inclusi nella seconda da Giuseppe II.
Dopo pochi mesi, il 1º novembre 1797, acquisì il nome definitivo di dipartimento dell'Alto Po, per distinguersi dal Basso Po con capoluogo Ferrara.
Il 1º settembre 1798 fu aggregata all'Alto Po la gran parte del dipartimento dell'Adda, consistente nei territori cremasco e lodigiano, mentre la Calciana fu ceduta al Serio.
L'8 giugno 1805 alcuni comuni dell'Alto Po furono trasferiti nel Mincio restaurando i confini tradizionali.
Il dipartimento sopravvisse fino al ritorno degli austriaci in Lombardia (1814). Con l'istituzione del Regno Lombardo-Veneto, il territorio fu suddiviso fra le due province di Cremona e di Lodi e Crema (1816).

## Suddivisioni

### La suddivisione del 1º maggio 1798
Con la legge 12 fiorile anno VI, emanata il 1º maggio 1798, il territorio dipartimentale fu ripartito in 19 distretti, 8 dei quali costituiti da comuni che facevano distretto a sé:
- 1. Città di Cremona
- 2. Distretto delle Due Miglia di Cremona
- 3. Distretto di Pieve d'Olmi
- 4. Città di Casalmaggiore
- 5. Distretto di Casalmaggiore
- 6. Comune di Viadana
- 7. Distretto di Dosolo
- 8. Comune di Sabbioneta
- 9. Comune di Bozzolo
- 10. Comune di Gazzolo
- 11. Distretto di Bozzolo
- 12. Distretto di Piadena
- 13. Distretto di Vescovato
- 14. Distretto di Casalbuttano
- 15. Comune di Soresina
- 16. Distretto di Soresina
- 17. Distretto di Pizzighettone
- 18. Distretto di Fontanella
- 19. Comune di Soncino

### La suddivisione del 26 settembre 1798
Con la legge 15 fruttidoro anno VI, emanata il 1º settembre 1798, i dipartimenti della Repubblica Cisalpina vennero ridotti da 20 a 11; in seguito a ciò, al dipartimento dell'Alto Po furono aggregati territori già appartenuti al disciolto dipartimento dell'Adda, comprese le città di Crema e Lodi, e financo la zona di Chignolo Po dal Ticino.
Con la successiva legge 5 vendemmiale anno VII, emanata il 26 settembre 1798, il dipartimento dell'Alto Po, ingrandito, fu diviso in 21 distretti:
- 1. distretto di Chignolo
  - Chignolo; Corte Olona; Costa San Zenone; Santa Cristina; San Zenone; Zerbo; Badia; Bissone; Nizzolaro;[6] Campo Rinaldo; Mezzano Parpanese; Pieve Porto Morone; Monticelli;[7] Cantonale
- 2. distretto di Casalpusterlengo[8]
  - Botto;[9] Casal Pusterlengo; Corte Sant'Andrea; Gabbiane;[6] Minuta;[10] Mirabello; Orio; Ospedaletto; Pizzolano; Regina Fittarezza; Senna; Somaglia; Vittadone; Zorlesco
- 3. distretto di Codogno[11]
  - Barghente;[12] Caselle Landi;[7] Codogno; Corno Giovine; Fombio;[7] Gattera; Guardamiglio;[7] Mezzana e Uniti;[7] Mezzano Passone;[7] Noceto;[13] San Fiorano; San Rocco del Porto;[7] Santo Stefano; Triulza; Valloria[14]
- 4. distretto di Castiglione[15]
  - Bertonico; Camairago; Cà de Bolli ed Uniti; Cassina de' Passerini; Castiglione; Cavenago; Caviaga; Mairago; Melegnanello; Pompola ed Uniti; Robecco; Rovedaro; Secugnago; Soltarico; Terranova; Turano;
- 5. distretto di Borghetto[16]
  - Andreola; Bargano ed Uniti; Bonora; Borghetto; Bottedo; Brembio ed Uniti; Brusada; Cà del Bosco ed Uniti; Cà dell'Acqua; Cà de Mazzi; Campo Lungo ed Uniti; Cazzimani ed Uniti; Ceppeda; Cornegliano ed Uniti; Fissiraga ed Uniti; Grazzanello; Grazzano; Cascina Guazzina; Lanfroja; Livraga ed Uniti; Lodi Vecchio ed Uniti; Massalengo; Mongiardino ed Uniti; Motta Vigana; Muzza Piacentina; Orgnaga; Ossago; Pezzolo de Codazzi ed Uniti; San Martino in Strada; Santa Maria di Lodi Vecchio; Sesto; Torre dei Dardanoni; Triulzina; Villa Nova
- 6. distretto di Lodi[17]
  - Lodi con i Chiosi; Vigadore con Riolo e Portadore
- 7. distretto di Paullo[18]
  - Arcagna; Bagnolo; Bisnate; Cà de' Zecchi; Casolate; Cassino d'Alberi; Cervignano; Cologno; Comazzo; Dresano; Galgagnano; Gardino con Maffina e Rossate; Gavazzo; Isola Balba; Lavagna; Marzano con Cazzano; Merlino; Mignete; Modignano; Montanaso con San Grato; Mulazzano; Muzzano; Paullo con Conterico; Pezzolo di Tavazzano; Quartiano; San Zenone con Ceregallo; Santa Maria in Prato; Sordio con Roncolo; Tavazzano; Tribiano con Lanzano e Zovate; Vajano; Villambrera con Cozzago; Villa Pompejana; Virola; Zelo Buonpersico
- 8. distretto di Vaiano[19]
  - Agnadello; Azzano; Badia di Ceredo ed Uniti; Bagnolo; Boffalora; Bolzona; Campagnuola; Capergnanica; Capralba; Casaletto Ceredano ed Uniti; Casaletto Vaprio; Chieve; Corte del Palasio; Cremosano; Crespiatica; Dovera; Farinate; Fracchia; Gardella; Monte; Nosadello; Palazzo; Pandino; Passarera; Pieraneca; Roncadello; Quintano; Scannabue; Spino; Torlino; Tormo; Trescorre; Vaiano; Zapello
- 9. distretto di Crema[20]:
  - Crema con le Tagliate (Ombriano, San Bernardino, San Michele, Vairano, Vergonzana)
- 10. distretto di Castelleone[21]
  - Castelleone; Corte Madama; Credera; Fiesco con Santa Marta; Gombito; Madegnano; Montodine; Moscazzano; Ripalta Arpina; Ripalta Guerrina; Ripalta Nuova; Ripalta Vecchia; Rovereto e Ramelli; Rubiano; Vinzasca
- 11. distretto di Soncino[22]:
  - Albara ed Uniti; Breda; Cumignano ed Uniti; Genevolta con Dosso Stelazzo; Izzano; Offanengo; Romanengo; Salvirola Cremasca; Soncino; Ticengo
- 12. distretto di Soresina[23]:
  - Acqua Lunga Badona; Annico; Azzanello; Barzaniga con Cassina Barbova; Ca Nova con Olzano; Capella Cantone ed Uniti; Casalmorano; Farfengo; Grontorto; Luignano; Oscasale; Paderno; Soresina; Trigolo con Moscona
- 13. distretto di Pizzighettone[24]:
  - Acqua Negra; Breda Lunga; Ca Nova del Morbasco; Castelnovo Bocca d'Adda; Cava Curta; Cavatigozzi con Passirano; Cornaletto; Corno Vecchio; Crotta d'Adda; Fengo; Formigara; Grumello; Lardera con Cassina Campagnola; Maccastorna con Cavo Meleto; Maleo con Carzaniga, Moraro e Trecchi; Pizzighettone con Gera e Regona; San Bassano; Sesto; Spinadesco; Zanengo
- 14. distretto di Casalbuttano
- 15. distretto di Vescovato
- 16. distretto di Pieve d'Olmi
- 17. distretto di Piadena
- 18. distretto di Casalmaggiore
- 19. distretto di Bozzolo
- 20. distretto di Viadana
- 21. distretto di Cremona

### La suddivisione del 13 maggio 1801
Con la legge 23 fiorile anno IX, emanata il 13 maggio 1801, fu ridisegnata la suddivisione della Repubblica Cisalpina, e con l’occasione Chignolo fu riportata alla sorte dei suoi vicini pavesi e di contro Sant’Angelo a quella dei lodigiani. Il dipartimento dell'Alto Po fu diviso in 4 distretti, di dimensioni ben più ampie dei precedenti:
- 1. distretto di Cremona
- 2. distretto di Crema
- 3. distretto di Lodi
- 4. distretto di Casalmaggiore

### Decreto organizzativo del Regno d'Italia 8 giugno 1805
- Distretto I di Cremona[25]
  - cantone I di Cremona[26]
    - prima del 1807: Cremona, Corpi Santi, Due Miglia, Ardole San Marino, Bagnarolo, Cà de' Bonavogli, Cà de' Cervi, Cà de' Marozzi, Cà de' Quinzani, Cà de' Sfondrati, Cà de' Stefani, Cicognolo, Gadesco, Gazzo, Malagnino, Montanara, Mottaiola de' Padri e Vighizzolo, Pieve Delmona, Pieve San Giacomo, San Giacomo Lovara, San Savino, Sette Pozzi, Silvella, Torre Berteri, Vescovato, Bosco già Parmigiano, Cà Nova del Morbasco, Castelnovo del Zappa, Cava Tigozzi, Curtetano, Spinadesco
    - dopo il 1807: Cremona, Gadesco, Malagnino, Spinadesco, Cortetano, Pieve San Giacomo, Cicognolo e Vescovato

  - cantone II di Pizzighettone[27]
    - prima del 1807: Acquanera, Annicco, Breda Lunga, Breda de' Bugni con Castagnino Secco, Castelnovo Bocca d'Adda, Costa Sant'Abramo, Crotta d'Adda, Farfengo, Fengo, Grumello, Licengo, Luignano, Ossolaro, Paderno, Polengo, San Gervaso, Sesto, Pizzighettone, Bonissima, Mezzano con Mezzanino (altre volte del dominio di Parma), Cavacurta, Macastorna, Maleo, Meleti, Cappella Cantone, Cornaleto, Cortemadama, Formigara, Zanengo, San Bassano, Cammairago
    - dopo il 1807: Annicco, Castelnuovo Bocca d'Adda, Cava Curta, Crotta d'Adda, Fomigara, Grumello con Farfengo, Maleo, Paderno, Pizzighettone, Sesto con Bredalunga

  - cantone III di Soresina[28]
    - prima del 1807: Acqualunga Badona, Azzanello, Barzaniga, Bordolono (così per Bordolano), Canova e Alzano (così per Olzano), Casalmorano, Castelvisconti, Genivolta, Gombito, Grontorto, Mirabello, Oscasale, Soresina, Castel Leone
    - dopo il 1807: Soresina, Castelleone, Casalmorano, Bordolano, Barzaniga, Genivolta, San Bassano

  - cantone IV di Casalbuttano[29]
    - prima del 1807: Alfiano ed Aspice, Barbiselle, Bettenesco, Carpaneta, Castelnovo Gherardi, Corte de' Frati, Gambina, Grimone, Grontardo, Levata, Persico, Prato, Quistro, Robecco, San Silo, Scandolara Ripa d'Oglio, Solarolo del Persico, Villanova, Campagnola, Casalbuttano, Casalsigone, Cavallara, Cignone, Corte de' Cortesi, Dosso Baroardo, Livrasco, Marzalengo, Monistirola (così per Monasterolo), Olmeneta, San Martino in Beliseto, San Vito, Ossalengo
    - dopo il 1807: Casalbuttano, Corte de' Cortesi, Robecco, San Martino in Beliseto, Corte de' Frati, Grontardo, Olmeneta, Scandolara Ripa d'Oglio, Persico

  - cantone V di Pescarolo[30]
    - prima del 1807: Binanova, Cappella de' Picenardi, Castelnuovo del Vescovo, Dosso Pallavicino, Gabbionetta, Monticelli Ripa d'Oglio, Pescarolo, Pessina ed uniti, Pieve Terzagno, Stilo de' Mariani, Villa Rocca, Brolo Pasino, Cansero, Cà d'Andrea, Cà di Gaggi, Fossa Guazzona, Isolello, Pieve San Maurizio, Pozzo Baronzio, Ronca de' Golferanzi (così per Golferammi), San Lorenzo de' Picenardi, Torre d'Angiolini, Torre de' Malamberti
    - dopo il 1807: Gabbioneta, Pescarolo, Pessina, Cappella dei Picenardi, Torre dei Malamberti, San Lorenzo de' Picenardi

  - cantone VI di Pieve d'Olmi[31]
    - prima del 1807: Bonemerse, Cà de' Stavoli, Carettolo, Fontana, Forcello, Gerre de' Caprioli, Gerre del Pesce, Isola de' Pescaroli, Longardore, Pieve d'Olmi, Porto con Sommo, Pugnolo, San Daniele, San Fiorano, Santa Margharita, San Salvatore, Sospiro, Stagno Pagliaro, Straconcolo, Tidolo, Branciere, Polesine con Gibello, Stagno Pallavicino, Alfeo, Cà de' Corti, Casalorzo Boldori, Casalorzo Geroldi, Casa nova d'Offredi, Cella, Cingia de' Botti, Derovere, Dosso de' Frati, Motta Baluffi, San Lorenzo Mondinari, Solarola Monasterola (così), Solarolo Paganino, Vediceto
    - dopo il 1807: San Daniele, Pieve d'Olmi, Straconcolo, Motta Baluffi, Cingia dei Botti, Pugnolo, Sospiro
- Distretto II di Crema[32]
  - cantone I di Crema[33]
    - prima del 1807: Crema, Azzano, Bagnolo, Bottaiano, Casale, Cassina Capre, Cassine Gandini, Campisego, Capralba, Casaletto Vaprio, Cremosano, Campagnola, Farinate, Monte, Ombriano, Porta Ombriano, Offanengo, Palazzo, Pianengo, Pieranica, Portico, Quintano, Ricengo, Santa Maria della Croce, San Bernardino con Bergonzana, Scannabue, Santo Stefano e Vairano, Sergnano, Torlino, Trescore, Tresolasco, Vaiano
    - dopo il 1807: Crema, Bagnolo, Capralba, Offanengo, Pieranica, Scannabue, Sergnano, Trescorre, Vaiano.

  - cantone II di Crema[34]
    - prima del 1807: Bolzone, Capergnanica, Cassine, Casaletto Ceredano, Chieve, Credera, Izano, Montodine, Moscazzano, Madegnano, Passarera, Ripalta Arpina, Ripalta Guerrina, Ripalta Nuova, Ripalta Vecchia, Rovereto, Rubbiano, San Michele, Salvirola Cremasca, Zappello
    - dopo il 1807: Montodine, Moscazzano, Madignano, Izano, Casaletto Ceredano, Ripalta Nuova, Capergnanica

  - cantone III di Soncino[35]
    - prima del 1807: Soncino, Albea (così nel testo di legge) con Salvirola de' Patti, Salvirola de' Vassalli e Ronco Todeschino, Cumignano con Casletto barbò (così nel testo di legge), Fiesco con Santa Marta, Romanengo, Ticengo, Trigolo con Moscone
    - dopo il 1807: Romanengo, Soncino, Trigolo
- Distretto III di Lodi[36]
  - cantone I di Lodi[37]
    - Lodi, i chiosi di Porta Regale, di Porta Cremona, di Porta d'Adda, e i comuni di Vigadore, Andreola, CA' de Codazzi, Torre de' Dsardanoni, Lodi Vecchio, S. Maria di Lodi Vecchio, Bagnolo, S. Maria in Prato, Casaletto, Gugnano, S. Zenone, Pezzolo di Tavazzano, Spino, Gradella, Nosadello, Fracchia, Dalerano, Agnadello, Boffalora, Corte del Palazio, Dovera, Pandino, Roncadello, Villa Rossa, Tormo

  - cantone II di Paullo[38]
    - prima del 1807: Arcagna, Bisnate, Casolate, Cassino d'Alberi, Cervignano, Cologno, Comazzo, Dresano, Galgagnano, Gardino, Isola Balba, Lavagna, Marzano, Merlino, Mignete, Modignano, Montanaso, Mulazzano, Paullo, Quartiano, Sordio, Tavazzano, Tribiano, Vajano, Villa Pompeana, Virolo, Zelo Buon Persico
    - dopo il 1807: Cologno, Comazzo, Mignete con Muzzano, Modignano, Mulazzano, Paullo, Quartiano, Zelobuonpersico

  - cantone III di Sant'Angelo
  - cantone IV di Borghetto
  - cantone V di Casalpusterlengo
  - cantone VI di Codogno
- Distretto IV di Casalmaggiore[39]
  - cantone I di Casalmaggiore
  - cantone II di Piadena

## Prefetti di Cremona
Le prefetture furono attivate nel 1802 sul modello francese, e dal 1805 il prefetto divenne l'amministratore unico del dipartimento.
- Marco Antonio Fè (1802-1804)
- Bartolomeo Masi (1804-1806)
- Francesco Di Galvagna (1806-1809)
- Cesare Ticozzi (1809-1814)